# El sueño de Morfeo
El Sueño de Morfeo fue un grupo español de música pop rock formado en Asturias en 2002 y compuesto por Raquel del Rosario, Juan Luis Suárez y David Feito. Con un estilo marcado por influencias de música folk asturiana e indie pop, publicaron su primer trabajo discográfico en 2005 y representaron a España en el Festival de Eurovisión en el año 2013. Ese mismo año, la banda se tomó un descanso y, tras un concierto reencuentro en 2022, anunció su final como grupo.

## Historia

### Inicios como"Xemá"
El grupo se formó en 2002 bajo el nombre de Xemá, con clara influencia de la música tradicional asturiana. Lo formaron Raquel del Rosario (natural de Gran Canaria y residente en Oviedo), y los asturianos David Feito y Juan Luis Suárez (quien se uniría al año siguiente). Su primer disco salió ese año, titulado "Del interior", siendo el primer sencillo Busco un sueño.
Este segundo disco fue grabado mientras Feito y Raquel daban clases de música en el Colegio Internacional Meres, junto con otros profesores del mismo colegio, como el teclista y acordeonista Andrés Alonso o el bajista y guitarrista, ganador del Premio AMAS, Antón Fernández.
El primer concierto lo ofrecieron en el salón de actos del colegio Fundación Masaveu de Oviedo.
Tras el lanzamiento de este primer disco los componentes del grupo debían tomar la decisión de seguir adelante con Xemá o comenzar con un nuevo proyecto, optando por la segunda opción y crearon El Sueño de Morfeo, orientando su carrera a un mercado discográfico más amplio.

### 2004-2006:1+1 son 7yEl sueño de Morfeo
Tras la incorporación de Juan Luis al grupo en 2003, decidieron elegir otro nombre para el grupo. Se pensaron nombres como "Pupitre Azul" o "La Hija del Caos", pero finalmente escogieron "El Sueño de Morfeo".
En el verano de 2004 el grupo tuvo la oportunidad de salir en una de las series de televisión más exitosas del momento, Los Serrano, haciendo una nueva versión de la banda sonora 1+1 son 7 junto al protagonista de ésta, Fran Perea.
Con solo una maqueta la compañía discográfica Globomedia Música les propuso grabar un disco, producido por Manel Santisteban. El primer sencillo de éste, titulado Nunca volverá, se puso a la venta en formato CD-Sencillo en enero de 2005 y consiguió ser el tercer sencillo más vendido del año. En marzo de ese mismo año, se puso a la venta su primer disco, homónimo, que se convertiría en disco de platino. El éxito del grupo fue creciendo con sus siguientes sencillos, como Ojos de cielo, Okupa de tu corazón y Esta soy yo. Esto les lleva a hacer una gira por todo el país e incluso actividad promocional en Hispanoamérica.
Ese mismo año, junto a otros artistas, realizaron un tributo a la banda Duncan Dhu, versionando temas como Cien Gaviotas o Una calle de París.
En 2006 grabaron una versión folk del tema "I Will Survive" de Gloria Gaynor para un anuncio de Cruzcampo. Además, Raquel del Rosario realizó un dueto con Diego Martín llamado Déjame verte, que se convirtió en una de las canciones más populares del 2006, año en el que también El sueño de Morfeo participó la banda sonora de Cars, con la canción Reencontrar. También fueron los protagonistas de una de las campañas televisivas de La Sexta, llamada Todo va a cambiar, en la que el grupo empleó su canción Sonrisa Especial para darle música a dicha campaña.

### 2007-2008:Nos vemos en el camino
El 7 de marzo de 2007, de nuevo en la serie Los Serrano, adelantaron una de las canciones del disco, llamada "Un túnel entre tú y yo", en un vídeo-homenaje a Belén Rueda debido a su marcha de la serie.
El primer sencillo, titulado "Para toda la vida",  y se estrenó en las radios españolas el 10 de marzo de 2007. Ese mismo día anunciaron que el disco se llamaría "Nos vemos en el camino". Finalmente, se publicó el 17 de abril y rápidamente se convirtió en disco de oro, que más tarde llegó a ser disco de platino.
Como segundo sencillo de este disco se eligió el tema Demasiado tarde, y con la ayuda de Nek, colaborando con el grupo, el tercer sencillo Chocar. Posteriormente se hizo una reedición con DVD y con temas inéditos como Planeta Particular y se incluyeron las colaboraciones con Nek.
Para promocionar este segundo disco, el grupo realizó una gira por toda España en el 2007, y posteriormente, en el 2008 una mini-gira durante los meses de abril, mayo y junio.
En el 2008 el grupo se encargó de darle música a uno de los anuncios del banco Ing Direct con el tema We've got the whole world in our hands. También Disney volvió a elegir a El sueño de Morfeo para poner la banda sonora a la película de La Sirenita, con el tema Parte de él.

### 2009-2010:Cosas que nos hacen sentir bien

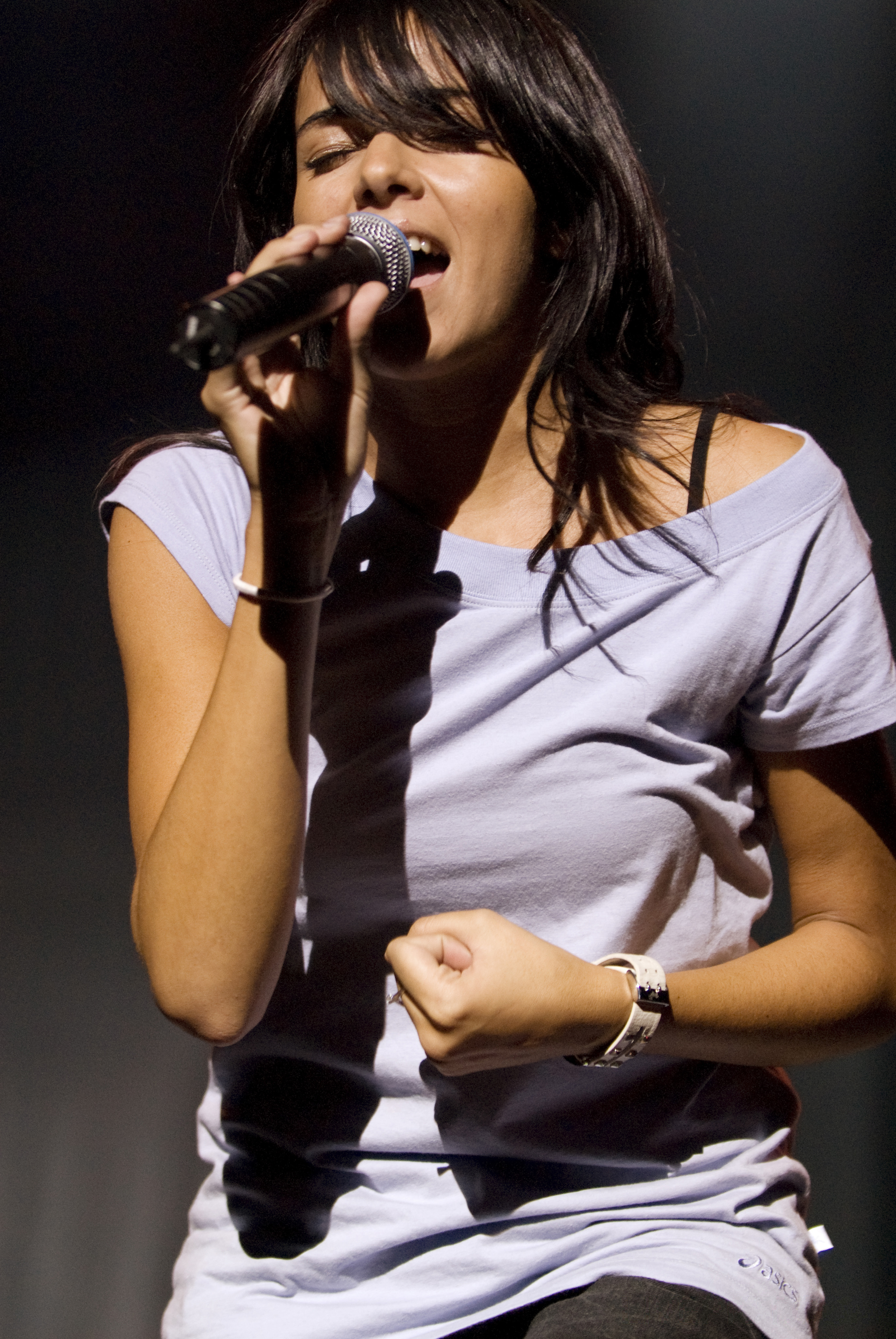
Raquel en un concierto de El sueño de Morfeo

El 1 de marzo de 2009, el periódico "La Nueva España" publicó que el grupo estaba grabando nuevo disco en Los Ángeles.
El 13 de abril se estrenó el primer sencillo, titulado Si no estás, y se anunció que el nombre del disco sería Cosas que nos hacen sentir bien. El 23 de abril se estrenó el videoclip del tema a través de la red social Tuenti, grabado en Los Ángeles.
El 26 de mayo de 2009 sale a la venta el CD que llega al número #3 en la lista de ventas de España, #1 en iTunes, y consigue la certificación de Oro.
La canción "Si no estás" está además incluida en el anuncio conmemorativo del 25 aniversario del Seat Ibiza .El segundo sencillo del tercer álbum fue No sé dónde voy y le siguió Gente. Este último tema también se utilizó para realizar la campaña de Seat titulada El tipo del coche de al lado en la cual los tres componentes del grupo participaron en el anuncio promocionando el coche Seat Ibiza y posteriormente, en 2011, hicieron una versión de la canción para participar de nuevo en la banda sonora de Cars 2, en este caso la nueva versión de la canción se llamó "Mucha gente".
Durante el verano de 2010, el grupo anunció que colaboraron con Cómplices, grabando uno de los temas más conocidos del grupo Es por ti, que se incluyó en el disco aniversario que el grupo realizó llamado "20 años.
A comienzos de 2011 volvieron a la escena musical colaborando con La Musicalité en su tema "Cuatro elementos", con el que consiguieron llegar al # 9 de los temas más descargados.
En febrero de 2011, Raquel del Rosario participó en el Festival de San Remo junto con el artista italiano Luca Barbarossa interpretando los temas "Addio mia bella addio" y "Fino in fondo" con el que consiguieron alzarse con el segundo puesto de su categoría.

### 2011-2012:Buscamos sonrisas
El nuevo disco fue grabado en Los Ángeles y se tituló "Buscamos sonrisas", producido por Thom Russo, galardonado con 15 premios Grammy.
Comenzaron una gira en un formato acústico con los temas del álbum: Lo mejor está por llegar, Un día más, y el tema que se convirtió en primer sencillo Depende de ti, que fue publicado oficialmente el 15 de noviembre y consiguió entrar en el "Top 10" de las canciones más descargadas en ITunes el mismo día de su publicación y cuyo videoclip fue rodado en la isla de Formentera.

### 2013: Festival de Eurovisión
El 17 de diciembre de 2012 en el programa +Gente presentado por Anne Igartiburu, se presentó oficialmente a El Sueño de Morfeo como representantes de España  en el Festival de la Canción de Eurovisión 2013, que se celebraría el 18 de mayo en la ciudad sueca de Malmö, tras varios días de rumores en las redes sociales y medios de comunicación.
La canción Contigo hasta el final fue elegida entre un jurado y los telespectadores de TVE en una gala especial el 26 de febrero de 2013 en Barcelona llamada El Sueño de Morfeo, destino Eurovisión. El grupo presentó otras dos canciones: Dame tu voz, Atrévete y Revolución. El videoclip del tema fue grabado en diferentes escenarios de Llanes.
Las final del festival se celebró 18 de mayo en Suecia, actuaron en quinta posición. La banda no tuvo suerte y finalizó en la 25ª posición. A pesar del puesto, el festival fue visto en España por 5,3 millones de espectadores. Ese verano iniciaron una nueva gira. 

### Todos tenemos un sueñoy final
Este trabajo, lanzado el 7 de mayo de 2013, es un pequeño recopilatorio de las canciones más significativas del grupo, en el que se incluyen versiones de "Esta soy yo", "Nunca volverá", "Si no estás", entre otras, acompañados por intérpretes como Laura Pausini, Nek, Georgina, Pastora Soler, entre otros. Además, el disco también incluye la canción con la que defendieron a España en Malmö (Suecia) en el Festival de la Canción de Eurovisión 2013, Contigo hasta el final, y su versión en inglés.
Entonces decidieron tomar una pausa como grupo y a finales de 2014 anunciaron que se reunirían en enero del siguiente año para grabar su próximo álbum, aunque finalmente decidieron emprender caminos separados, no habiéndolo tomado como una separación defitinitiva. Raquel se mudó con su familia a Estados Unidos. Realizaron una colaboración musical conjunta en 2020 durante el confinamiento por la Crisis de la COVID-19 en línea.
En junio de 2022 y tras la iniciativa de Prensa Ibérica, ofrecieron un concierto de reencuentro en el Auditorio Príncipe Felipe de Oviedo cuya recaudación fue destinada a los afectados por la erupción del volcán de La Palma. Aunque Juan Luis estuvo presente y colaboró en la organización del evento, no pudo tocar la guitarra. Comunicaron que ese sería su último concierto y que no tienen planes de retomar su carrera como grupo.

## Discografía

### Álbumes
- 2002 Del interior (bajo el nombre de Xemá) (reeditado en 2009)
- 2005 El sueño de Morfeo
- 2007 Nos vemos en el camino
- 2009 Cosas que nos hacen sentir bien
- 2012 Buscamos sonrisas
- 2013 Todos tenemos un sueño [10]

### Sencillos
- 2005: Nunca volverá
- 2005: Ojos de cielo
- 2005: Okupa de tu corazón
- 2006: Ésta soy yo
- 2007: Para toda la vida
- 2007: Demasiado tarde
- 2008: Para ti sería (con Nek) (Triple disco de platino en España)[11]
- 2008: Chocar (con Nek)
- 2009: Si no estás (Disco de oro en España)
- 2009: No sé donde voy
- 2010: Gente
- 2010: Ven
- 2011: Depende de ti
- 2012: Lo mejor está por llegar
- 2013: Contigo hasta el final (With you until the end)

### Colaboraciones musicales
- 2005: El sueño de Morfeo con Fran Perea - 1+1 son 7.
- 2005: El sueño de Morfeo con Varios Artistas - Cien gaviotas donde irán.
- 2005: El sueño de Morfeo: Tributo a Duncan Dhu- Una calle de París.
- 2006: Raquel del Rosario con Diego Martín - Déjame verte. (Disco de oro en España)
- 2006: El sueño de Morfeo BSO "Cars" - Reencontrar.
- 2006: El sueño de Morfeo (para Cruzcampo, Tómate la vida) - Voy a vivir.
- 2006: El sueño de Morfeo (para La Sexta) - Sonrisa especial.
- 2007: El sueño de Morfeo con Nek - Para ti sería.
- 2007: El sueño de Morfeo con Nek - Chocar.
- 2008: El sueño de Morfeo (para ING Direct)- We've got the whole world in our hands.
- 2008: El sueño de Morfeo BSO La Sirenita - Parte de tu mundo.
- 2008: Raquel del Rosario BSO Barbie y el Castillo de Diamantes- Conectas.
- 2009: Raquel del Rosario con Sergio Vallin - Sólo Tú.
- 2009: Raquel del Rosario con Álex Ubago - Amanecer (en el disco en homenaje a Nino Bravo- 40 años con Nino)
- 2010: El sueño de Morfeo Física o química de Despistaos.
- 2010: El sueño de Morfeo con Marta Sánchez - "Desesperada"
- 2010: El sueño de Morfeo con Cómplices - "Es por ti".
- 2011: El sueño de Morfeo con La Musicalité - "Cuatro elementos"
- 2011: Raquel del Rosario con Luca Barbarossa - Fino in fondo.
- 2012: El sueño de Morfeo con Leire Martínez - Chocar.
- 2013: El sueño de Morfeo con The Morrigans - Si no estas.